# Кубанска револуција
Кубанска револуција (шп. Revolución cubana; 1953–1959) је био оружани устанак против ауторитативне власти Фулхенсија Батисте, вођен од стране Фидела Кастра и његовог покрета 26. јул. Устанак је трајао од 1953. године до 1. јануара 1959. године.

## Долазак Батисте на власт
За време Другог светског рата премијер Кубе био је Фулхенсио Батиста (то је била његова прва владавина Кубом), чија је кандидатура била потпомогнута од коалиције који су чинили комунисти. И поред тога што су омогућавали значајне повластице радничком покрету, ова коалиција (са Батистом и комунистима) није била прихваћена код већине грађана и то ће можда довести до поделе у револуционарном покрету. За време Батистине владе, економска ситуација ће доживети значајан напредак због избијања Другог светског рата. Његов наследник Рамон Грау Сан Мартино, изабран 1944. захваљујући широкој подршци у народу коју је стекао захваљујући својим националистичким и демократским мерама које је увео за време његове претходне владавине.
Како Сан Мартино, тако је и Карлос Прио Сокарас (1948—1952) (обојица су били лидери кубанске револуционарне партије) - нису умели а камоли успели да искористе повољне економске услове за време својих мандата, својим мерама уместо да допринесу економско стање на Куби, они су назадовали и тиме успорили наду о економском процвату, шверцерска индустрија је узимала свој мах, пљачка јавних фондова није била реткост, већ је и доживела успех невиђених размера. И корупција није била реткост и она је доживела свој процват захваљујући многобројним гангстерским бандама које је влада подржавала да избаци комунисте из структура власти. Грађански и политички покрет „ortodoxia” побунио се због веома лошег стања у земљи. Њихов харизматични вођа, Едуардо Сивас, који ће 1951. године извршити самоубиство услед једне жестоке расправе са владиним представницима.
Иако је све на изборима показивало да је ortodoxia победила на изборима 1952. године, војни удар све ће променити. Добре намере бивше владе која је изгубила поверење због тога што су све реформе биле пропуштене, ишло је на руку Фулхенсију Батисти да уз подршку Америке изврши војни удар 10. марта 1953. године. Уследила је друга влада Фулгенсија Батисте која ће трајати од 1953. године до 1. јануара 1959. године.

## Куба за време Батисте
Куба се деценијама, током читаве прве половине XX века, налазила у стању опште националне фрустрације, у којој су се на власти смењивале диктаторске камариле. Међу њима се нарочито истиче управо Фулгенсио Батиста, диктатор чија улога има изузетан значај у кубанској историји.
Батиста је, као и већина других латиноамеричких лидера тога доба, водио спољну политику окренуту ка Сједињеним Америчким Државама. Стога је до самог пада режима 1959. године уживао отворену подршку Беле куће, посебно председника Ајзенхауера. С обзиром на геостратешки битан положај кубанског острва, Вашингтон ниједног тренутка није дозвољавао да амерички интереси на Куби буду угрожени.
Куба се ослободила шпанске колонијалне власти након рата САД и Шпаније 1898. године, који је испровоцирао Вашингтон. Америка је претходно покушала да откупи острво, што је Мадрид одбио. После рата, Сједињене Државе су прогласиле право да Куба буде под њиховим протекторатом све док не буде „способна“ за самосталност. Независност је проглашена 20. маја 1902. године, али су Кубанци, као услов Американаца да дозволе осамостаљивање Кубе, морали да прихвате „Платов амандман“ на кубански устав. Њиме су САД добиле право да на острву војно интервенишу кад год процене да су њихови интереси угрожени. У ту сврху, отворили су базу Гвантанамо на југоистоку Кубе, која је и данас у њиховим рукама.
Веома значајну улогу у довођењу и одржавању на власти проамеричких диктатора у земљама Латинске Америке имала је ЦИА. Она је пружала оперативну потпору савезничким режимима када би они били уздрмани. Није познато да ли је ЦИА покушала да помогне Батисти приликом Кастрове револуције, али се у појединим историјским изворима наводи да је он ту помоћ у неком тренутку затражио.
Још један битан фактор који је Кубу чинио једним од приоритета спољне политике Вашингтона јесте финансијски интерес великих америчких корпорација. У рукама моћних „United Fruit Company“ из Бостона, и „Стандард фрут компани“ из Њу Орлеанса, биле су све уносне гране кубанске привреде — производњу и извоз шећерне трске, дувана, кафе, банана и цитруса, ланци хотела, коцкарнице, плаже, телефонска компанија, рудници никла, електричне централе, рафинерија нафте, поморски саобраћај, железница... Финансијска моћ тих компанија превазилазила је политичку моћ кубанске државе, па су могле да утичу на доношење кључних одлука и за себе осигурају монополски положај на тржишту. Батистина ера сматра се, ипак, златним добом туризма на Куби, премда је ово егзотично карипско острво било стециште богатих Американаца који су трагали за забавом и ноћним проводом.
Батистин диктаторски режим био је изузетно корумпиран и у спрези са кубанским латифундистима (крупним земљопоседницима), који су експлоатисали јефтину радну снагу на својим плантажама. Корупција је била присутна на свим нивоима — од локалне самоуправе, преко провинцијских „моћника“, па све до политичког естаблишмента и војне клике. То је додатно иритирало грађане, који су се свакодневно борили да преживе. У градовима су многе породице живеле по сиромашним квартовима, налик на фавеле, а у унутрашњости су сељаци од јутра до мрака тешко радили на плантажама. За то време, владајућа класа се богатила на рачун пореских обвезника и од државног новца градила себи луксузне хацијенде.
Америчка мафија деценијама је третирала Кубу као своју „филијалу“ у којој су под контролом држали коцкарнице, ноћне клубове, проституцију и шверц алкохола и наркотика. Сам Батиста је био добар пријатељ и годинама пословно сарађивао са познатим америчким мафијашем руског порекла Мајером Ланским, који је од Кубе направио велику коцкарницу и користио је као транзит у међународној трговини дрогом.
Политичка клима на Куби све се више усијавала из године у годину. Демократске институције представљале су само декор, док је режим редовно посезао за изборним крађама. Судство је било под строгим надзором, а штампа и радио су цензурисани. Батиста је на све начине покушавао да успостави контролу над Хаванским универзитетом, традиционалним језгром отпора диктатури. Сваки студентски или раднички протест растурала је полиција, а репресија је била огољена. Левичарски дисиденти отпуштани су са посла и избацивани са универзитета.
Батиста је за обрачуне са опозицијом организовао и специјалну тајну полицију, али су прљаве послове, попут политичких убистава, најчешће обављале разне гангстерске групе, које су харале предграђима. Батистине снаге су за седам година диктатуре побиле преко 20.000 људи (укључујући Кастрове герилце).
Ако је ико био одговоран за појаву Фидела Кастра, то је ван сваке сумње диктатор Фулгенсио Батиста, који је више од две деценије радио на стварању „револуционарног квасца“ на Куби. Он је својом диктатуром, корупцијом и развратом огорчио народне масе и „запалио“ студентски покрет на Хаванском универзитету. Забринуо је чак и Американце, који су почели да се плаше да би, у случају да дође до револуције, могли бити угрожени и њихови интереси на острву — што се на крају и догодило.

## Ток револуције
Млади адвокат Фидел Кастро тужио је суду Батисту 1952. године и тражио да овај буде осуђен на 100 година затвора због кршења устава. Батиста се, очекивано, није обазирао на тужбу. Фидел и његов млађи брат Раул су 26. јула 1953. године извели напад на касарну „Монкада“ у граду Сантијаго де Куба. Покушај заузимања касарне је пропао, већина од око 130 завереника је побијена на лицу места, а браћа Кастро завршила су у затвору, осуђени на по 15 година робије. Ипак, убрзо су пуштени на слободу после опште амнестије политичких затвореника; амнестија је уследила након масовних протеста грађана. По изласку из затвора одлазе у Мексико, где организују револуционарну герилу — Покрет 26. јул (назван по датуму напада на „Монкаду“), у којем су се, поред Фидела и Раула Кастра, истицали Ернесто Че Гевара, Камило Сјенфуегос и Хуан Мануел Маркес.
Језгро отпора Батистиној диктатури била је планина Сијера Маестра, где је побуна тињала још од 1953. године. Устаници, њих 82, искрцали су се на кубанске обале у јахти „Гранма“ 2. децембра 1956. године. Неколико дана касније, упали су у заседу Батистиних снага, пошто су их потказали мештани једног оближњег села. Већина устаника је том приликом погинула, а сам Фидел се са неколицином преживелих повукао у регион Сијера Маестре. Убрзо су им се придружили борци које су предводили Раул Кастро и Че Гевара. У наредне две године, герилци су успели да успоставе контролу над највећим делом руралних подручја земље, док је војска и даље држале градове.
У међувремену је Хосе Антонио Ечеверија, вођа студентског „Револуционарног директоријума“, организовао 13. марта 1957. године са 150 младића упад у председничку палату, у покушају да убије Батисту. Атентат није успео, јер је Батиста побегао преко крова, а око 40 пучиста је побијено. Такође, маја 1958. године, бивши председник Прио послао је из САД брод са 27 завереника са задатком да свргну Батисту. И овај покушај је пропао, а 23 завереника су убијена. На сличан начин окончана је и побуна пуковника Карлоса Таберниље у граду Сјенфуегос, у којој је страдало 33 официра.
Међутим, герилске снаге наносиле су све веће губитке кубанској војсци. Че Гевара је без борбе ушао у Санта Клару 29. децембра 1958. године. У ноћи између 31. децембра 1958. и 1. јануара 1959. године, Батиста је потписао декрет којим подноси оставку. У два сата по поноћи, носећи са собом око 700 милиона америчких долара, Батиста, његова породица и четрдесетак сарадника у три авиона напустили су Кубу и побегли у Доминиканску Републику, где им је диктатор Трухиљо пружио заштиту. Батиста добија политички азил у Шпанију, премда му није дозвољен улазак у САД. Сутрадан је Че Гевара са својим трупама умарширао у Хавану, без и једног испаљеног метка. Фидел Кастро, вођа револуције, тријумфално је ушао у престоницу 8. јануара 1959. године, стигавши из Сантијага де Куба у пратњи великог броја сабораца.